# 4151 Alanhale
4151 Alanhale (1985 HV1) là một tiểu hành tinh vành đai chính được phát hiện ngày 24 tháng 4 năm 1985 bởi Carolyn và Eugene Shoemaker ở Palomar. Nó được đặt theo tên nhà thiên văn học Alan Hale.